# Bejaad
Bejaad (em árabe: أبي الجعد; romaniz.: Abī l-Jaʿd; em berbere: ⵅⵯⵔⵉⴱⴳⴰ) é uma cidade de Marrocos, na província de Khouribga, na região de Beni Mellal-Quenifra. Historicamente, foi um importante centro cultural e religioso.

## História
A cidade foi fundada no século XV por Sidi Bouabid Cherki (Abū Muḥammad ʿUbayd Allāh al-Sharqī), um importante místico sufi, um descendente direto do califa Omar. Originalmente, era um centro espiritual, popular entre os viajantes que buscavam educação religiosa. Após a morte de Bouabid Cherki, seus filhos continuaram seu trabalho para o desenvolvimento da cidade, que cresceu aumentando seu poder e importância, junto com Zaouia Cherkaouia (Zāwiya Shirqawiya), a irmandade fundada de Bouabid. A modesta aldeia ganhou o apelido de  pequena Fez , adquirindo um papel muito importante como centro espiritual. Durante séculos, em moussem (mawṣim) - a peregrinação anual não canônica - para Boujad, peregrinos de todas as partes de Marrocos se reuniram em massa. Esta grande e popular festa religiosa que reúne milhares de visitantes de diferentes regiões do Reino é uma oportunidade para homenagear o fundador da cidade.
A Zāwiya Cherkaouia, com a ajuda de outras irmandades, desempenhou um papel crucial na mobilização da população para repelir os ataques portugueses. Ele também desempenhou um papel importante na guerra entre os oatácidas de Fez e os saadianos de Marraquexe.
Os membros da irmandade contribuíram fortemente para o desenvolvimento econômico da cidade, construindo moinhos, poços e desenvolvendo um sistema de irrigação e controlando as rotas de transumância.

## Etimologia
De acordo com contos populares, o nome da cidade deriva da presença maciça na região de um chacal chamado Abu Jâada (Abū Jaʿāda). Outros associam a origem deste nome a um arbusto local de frutos amargos, denominado 'al Jâada', que outrora cobria as colinas circundantes. Hoje, os chacais tornaram-se raros e as colinas desapareceram devido a projetos de construção de expansão da cidade que começaram no século XX.

## Comunidade judaica
A cidade, antes da fundação do estado de Israel, tinha uma grande comunidade judaica. Ao contrário de outras cidades antigas de Marrocos, Bejaad não tinha um mellah (gueto judeu) e na cidade muçulmanos e judeus viviam misturados. A comunidade judaica era particularmente ativa no comércio de cereais e joias. Cada família judia estava em contato com alguns membros da Zāwiya Cherkaouia, que lhes garantiam proteção.
Apesar do êxodo em massa que começou em meados do século XX, como consequência do nascimento de Israel, muitas famílias judias ainda mantêm suas casas na almedina (cidade antiga) de Bejaad.
Na cidade, foi o local de nascimento do político israelense Amir Peretz e do diplomata israelense Yehuda Lancry.